# هاري إس. مارتن
هاري إس. مارتن (بالإنجليزية: Harry S. Martin)‏ هو محامي وأمين مكتبة أمريكي، ولد في 1943.